# Журналістика співпраці
Коллаборативна журналістика (Журналістика співпраці) -– це вид журналістики, у якому декілька журналістів чи новинних організацій, не приєєднуючись до загальної головної редакції, створюють суспільний новинний продукт. Це частотна практика як професійних журналістів, так і аматорів.  Не слід плутати з громадською журналістикою.
Першовизначення
Журналістика співпраці являє собою уніфікацію інформації від багатьох публічних особистостей та організацій в одну новину. Майже завжди така журналістика базується на новинах популярних засобів масової комунікації.  Інформація збирається через заяви, звіти та публічне коментування. Залежно від системи співпраці, користувачі можуть залишити відгук чи проголосувати за статтю. Таким чином, один новинний сюжет може охоплювати різноманітні статті, думки декількох авторів та безліч прогнозів.
Журналісти — професіонали та аматори можуть працювати разом для розробки спільних інформаційних проектів, а традиційні ЗМІ мають змогу використовувати особисті блоги.
Журналісти співпраці або безпосередньо сприяють інформаційному розвитку історії, іноді через Вікі-платформу для спільної роботи, або спираються на історію ззовні, часто через особисті блоги. Журналісти співпраці розробляють чи вивчають історію однїєю частиною за раз і це різниться від традиційної журналістики, яка орієнтована на чіткі дедлайни та завершені історії. Історія в такому жанрі розвивається постійно, і популярна розповідь може отримувати щоденні оновлення. Через комбінований тип авторства коллаборативна журналістика, на думку деяких, пропонує вищий рівень незалежності та цінний досвід, який є недоступним наразі для традиційних ЗМІ.
Успішні проекти журналістики співпраці вимагають залучення громадськості з повагою до змісту. Рос Майфілд охарактеризував коллаборативну журналістику наступним чином:
«Більшість користувачів створюють саме не „контент-контент“, а просту розмову. Тому заохочувати спільноту до участі потрібно на практиці за допомогою соціальних стимулів.. Можна сказати, що таким чином укладається суспільний договір, за яким читач трансформується в письменника. Він зможе працювати дуже добре, однак у тому випадку, якщо усвідомить, що його зусилля то слова будуть належним чином використані.»
Історія
Коллаборативна журналістика виникла за допомогою мережі Інтернет на початку 2000-х років, а розвивалась поступово за допомогою найрізноманітніших онлайн-видавництв. Наприклад, таких як Wikinews (2003) та NewsVine (2005).
Панамські документи
Проект «Панамські документи» можна вважати найбільшим прикладом журналістського косорціума сьогодення. Це почалось у 2015 році, коли з журналістом німецького видання «Süddeutsche Zeitung» зв'язався анонім. Журналісту-розслідувачу Бастіну Обермайеру було запропоновано «джекпот» у вигляді 11,5 мільйонів електронних документів компанії Mossack Fonseca, яка є четвертою найбільшою у світі офшорною юридичною компанією. Серед цих паперів були таємні офшорних угод та кредити на мільярди доларів, а також детальні описи таємних тонкощів механізму ухилення від сплати податків у багатьох країнах. Редактори газети вирішили, що не в змозі впоратись з величезним обсягом інформації, і саме тоді розпочався спільний журналістський консорціум, до складу якого входило понад 140 журналістів та кілька представників International Consortium of Investigative Journalists.
Football Leaks (2016/2017)
Основна стаття: Football Leaks
Європейське слідче співпрацівництво у співпраці з «понад 60 журналістами з 14 країн світу» опублікувало «серію статей під назвою Football Leaks» — найкрупніший інформаційний витік в історії спорту. Football Leaks призвела до переслідування футбольної суперзірки Криштіану Роналду та тренера Жозе Моуриньо.
Європейське слідче співпрацівництво було створено восени 2015 року з членів-засновників «Der Spiegel», «El Mundo», «Médiapart», «the Romanian Centre for Investigative Journalism»(CRJI), and «Le Soir».
Відмінні риси
- Коллаборативну журналістику не слід плутати з громадською журналістикою, яка практикується виключно журналістами-аматорами, що розробляють сюжети через збір та аналіз інормації та найчастіше оприлюднюють інформацію у особистих блогах в інтернеті.
- Це не є суспільною чи громадською журналістикою, яку продукують виключно професіонали:
- У суспільній журналістиці, професійні репортери ґрунтують свою увагу на невеликих громадах.
- Громадянська журналістика — філософія та практика професійного журналіста під час реалізації якої, він діє в межах учасника спільноти, а не відстороненого глядача.
- Коллаборативна журналістика схожа, але не ідентична з інтерактивною журналістикою, в якій споживачі інформації сприяють створенню професійного матеріалу шляхом коментування та спілкування з репортером.
- Wiki — журналістика є видом журналістики співпраці.

  Лінк — журналістика
« Лінк — журналістика», термін який вигадав Скотт Карп у 2008 році. Термін являє собою форму коллаборативної журналістики в якій журналіст пропонує зовнішні посилання на саму історію та інші джерела в мережі Інтернет". Ці посилання призначені для того, щоб додати або розширити первинний контекст події. Джеф Джарвіс з Вищої школи журналістики нових медіа міського університету Нью-Йорку сказав що лінкжурналістика створює «нову архітектуру новин».
Впровадження
Коллаборативна журналістика була втілена кількома способами.
- Вікіновини, «вільний новинний онлайн ресурс», що дозволяє будь-якому користувачу створити чи виправити новину, в стилі Вікіпедії.
- Декілька новинних сайтів перейняли журналістику співпраці та реалізували її через застосування новинних агрегаторів.
- Газета «The Washington Post» розробила політичний сайт, який пропонує посилання на схожий контент з інших сайтів.
- NBC  на своїх місцевих телевізійних станціях впровадила посилання на місцеві газети, радіостанції, відео ресурси та блоги. Сайт не відокремлює статті, написані NBC, від посилань на місцеві зовнішні джерела.
- Видання «The New York Times» запровадило сторінку Додаткових функцій вебсайту, на якій розміщено посилання на сторонні новинні сайти[4].

Критика
В свою чергу, коллаборативна журналістика отримала низку зауважень:
- Для деяких новин є принциповим момент секретності їх розвитку. Коли лише один журналіст розслідує справу щодо особи чи організації, то рівень секретності може бути збережено. Коли новина розробляється групою журналістів — ризик розсекречення зростає та доцільне висвітлення новини знаходиться під загрозою[12].

- Якість спільних проектів важно оцінити. Перевірка фактів може бути різною за ступенем важкості, адже інформація надходить з різних джерел. В той час як і якість написання звіту може також відрізнятись за рівнем інформування дописувачів[13].